# Заедно за Шумадия
Заедно за Шумадия (на сръбски: Заједно за Шумадију) е дясноцентристка либералноконсервативна политическа партия в Сърбия, съществувала от 2009 до 2013 година.

## История
Основана е на 2 май 2009 г. в Крагуевац. На Димитровден 2002 г. на базата на регионалната част от коалицията „Заедно“, която е в основата на свалянето на Слободан Милошевич от власт, се формира местната коалиция „Заедно за Крагуевац“. Начело на партията и неин председател е кметът на Крагуевац.
Партията е за децентрализация на Сърбия, изповядва либерален консерватизъм като идеология, и се обявява в подкрепа на евроатлантическите ценности, което е нетипично явление в сръбския политически живот.
Основата на партийната програма са:
1. децентрализацията;
2. евроатлантическата интеграция;
3. икономическо съживяване, което да създаде национална икономика, която да е реална основа на социално отговорната държава.

Партията има двама депутати в Скупщината и се обявява за двукамерен сръбски парламент с максимална децентрализация и държава на регионите.
През юни 2013 година партията Заедно за Шумадия се влива в Обединени региони на Сърбия.

## Интересни факти
През 1991 г. в Крагуевац е основана Сръбската радикална партия (с партийна централа в Земун), чиято идеология е антипод на заявената от Шумадийската лига.